# جشنواره فیلم دمشق
جشنواره بین‌المللی فیلم دمشق (به عربی: مهرجان دمشق السينمائي الدولي) یکی از جشنواره‌های فیلم آسیا است که در دمشق پایتخت سوریه برگزار می‌شود. این جشنواره که به میزبانی دولت سوریه برگزار می‌شود در سال ۱۹۷۹ توسط محمد شاهین کارگردان سوری بنیان گذاشته شد. جشنواره دمشق به همراه جشنواره‌های قاهره، مراکش، کارتاژ و دبی یکی از پنج جشنواره سینمایی مهم جهان عرب شناخته می‌شود.
از سال ۱۹۹۹ بخش رقابتی جشنواره بر روی سینمای کشورهای عرب، آمریکای لاتین و آسیا و از سال ۲۰۰۱ بر سینمای بین‌الملل تمرکز یافته است. در شانزدهمین دوره جشنواره که در نوامبر ۲۰۰۸ برگزار شد، بیش از ۳۰۰ فیلم (۲۳ فیلم در بخش مسابقه اصلی فیلم‌های بلند) از ۴۴ کشور جهان به‌نمایش گذاشته شدند.

## جایزه‌های سینمای ایران
- جایزه تندیس نقره‌ای دومین فیلم برتر هفدهمین دوره ، بیست ، عبدالرضا کاهانی - (۲۰۰۹)[۲]
- جایزه ویژه هیئت داوران، فیلم آواز گنجشک‌ها - (۲۰۰۸)
- جایزه بهترین بازیگر مرد، (رضا ناجی) - فیلم آواز گنجشک‌ها - (۲۰۰۸)[۳]
- جایزه برنز برای فیلم آب، باد، خاک - امیر نادری - (۱۹۹۱)